# Amphiboloidea
Amphiboloidea е таксономично надсемейство от дишащи въздух сухоземни охлюви .

## Разпространение
Amphiboloidea се срещат в индо-тихоокеанските интертидални мангрови гори, солени блата и естуарни тинести местообитания.

## Таксономия

### 2005 таксономия
Според таксономията на гастроподите (Bouchet &amp; Rocroi, 2005), Amphiboloidea е надсемейство в неофициалната група <i>Basommatophora</i>, в рамките на разред Белодробни охлюви.
Това надсемейство включва само едно семейство, Amphibolidae.
Golding et al. (2007) установяват нови семейства:
- Maningrididae Golding, Ponder & Byrne, 2007[1] – с единствен вид Maningrida arnhemensis [1]
- Phallomedusidae Golding, Ponder & Byrne, 2007[1]